# Schefflera clarkeana
Schefflera clarkeana là một loài thực vật có hoa trong Họ Cuồng cuồng. Loài này được Craib miêu tả khoa học đầu tiên năm 1931.